# Agnat (Haute-Loire)
Agnat (okzitanisch gleichlautend) ist eine französische Gemeinde mit 171 Einwohnern (Stand: 1. Januar 2022) im Département Haute-Loire in der Region Auvergne-Rhône-Alpes. Sie gehört zum Arrondissement Brioude und zum Kanton Sainte-Florine. Die Einwohner werden Agnatois genannt.

## Geographie
Die Gemeinde Agnat liegt im Zentralmassiv, neun Kilometer nordöstlich von Brioude. Umgeben wird Agnat von den Nachbargemeinden Saint-Hilaire im Norden, Champagnac-le-Vieux im Osten, Chaniat im Südosten, Lamothe im Süden und Südwesten sowie Azérat im Westen.

## Bevölkerungsentwicklung
| Jahr                       | 1962 | 1968 | 1975 | 1982 | 1990 | 1999 | 2010 | 2020 |
| Einwohner                  | 353  | 316  | 302  | 251  | 222  | 209  | 190  | 174  |
| Quellen: Cassini und INSEE |      |      |      |      |      |      |      |      |

## Sehenswürdigkeiten
- Kirche Saint-Julien-l'Hospitalier aus dem 12. Jahrhundert mit Anbauten aus dem 15. und 16. Jahrhundert, Monument historique
- Schloss Les Grèzes

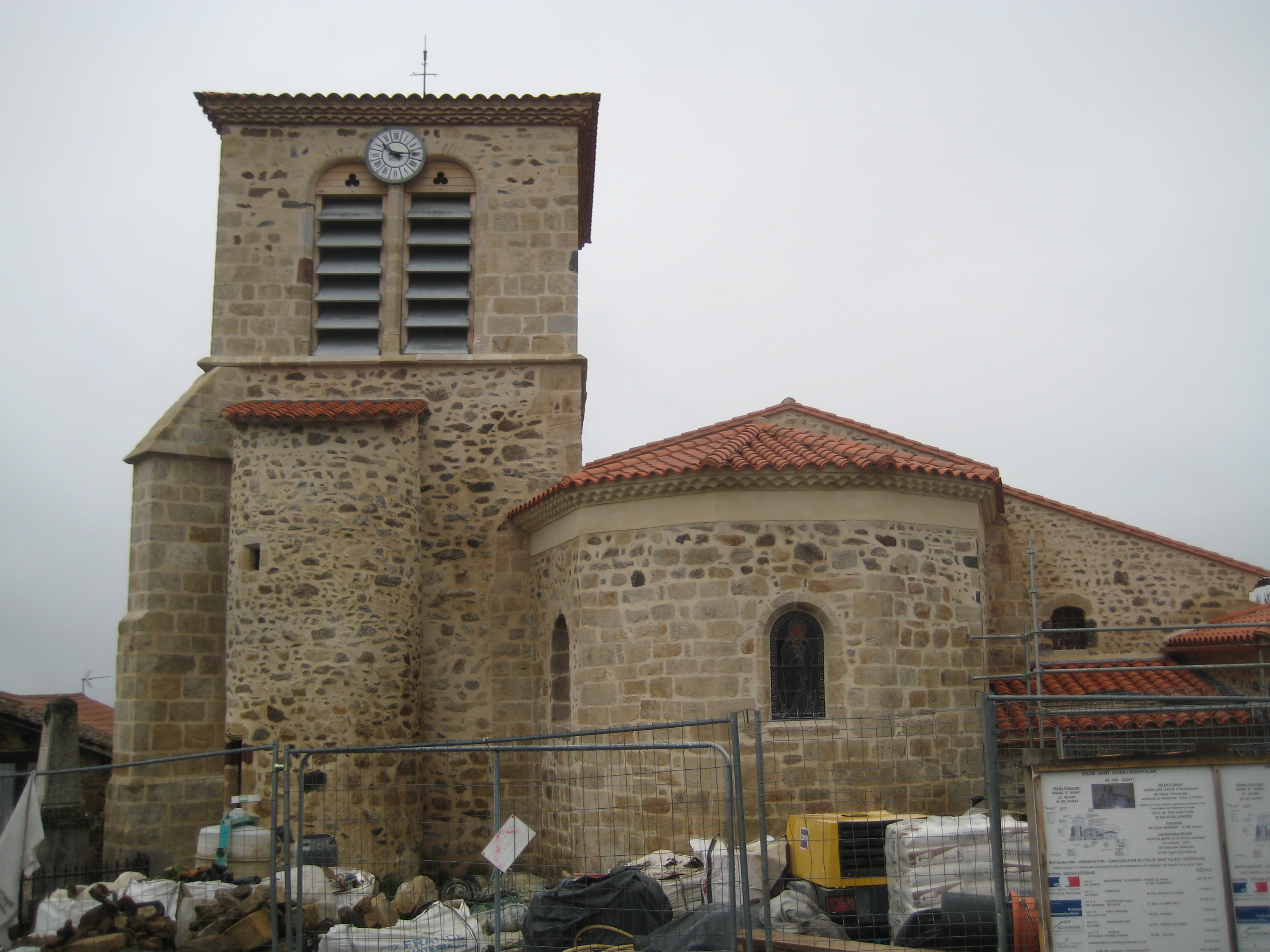
Kirche Saint-Julien-l'Hospitalier
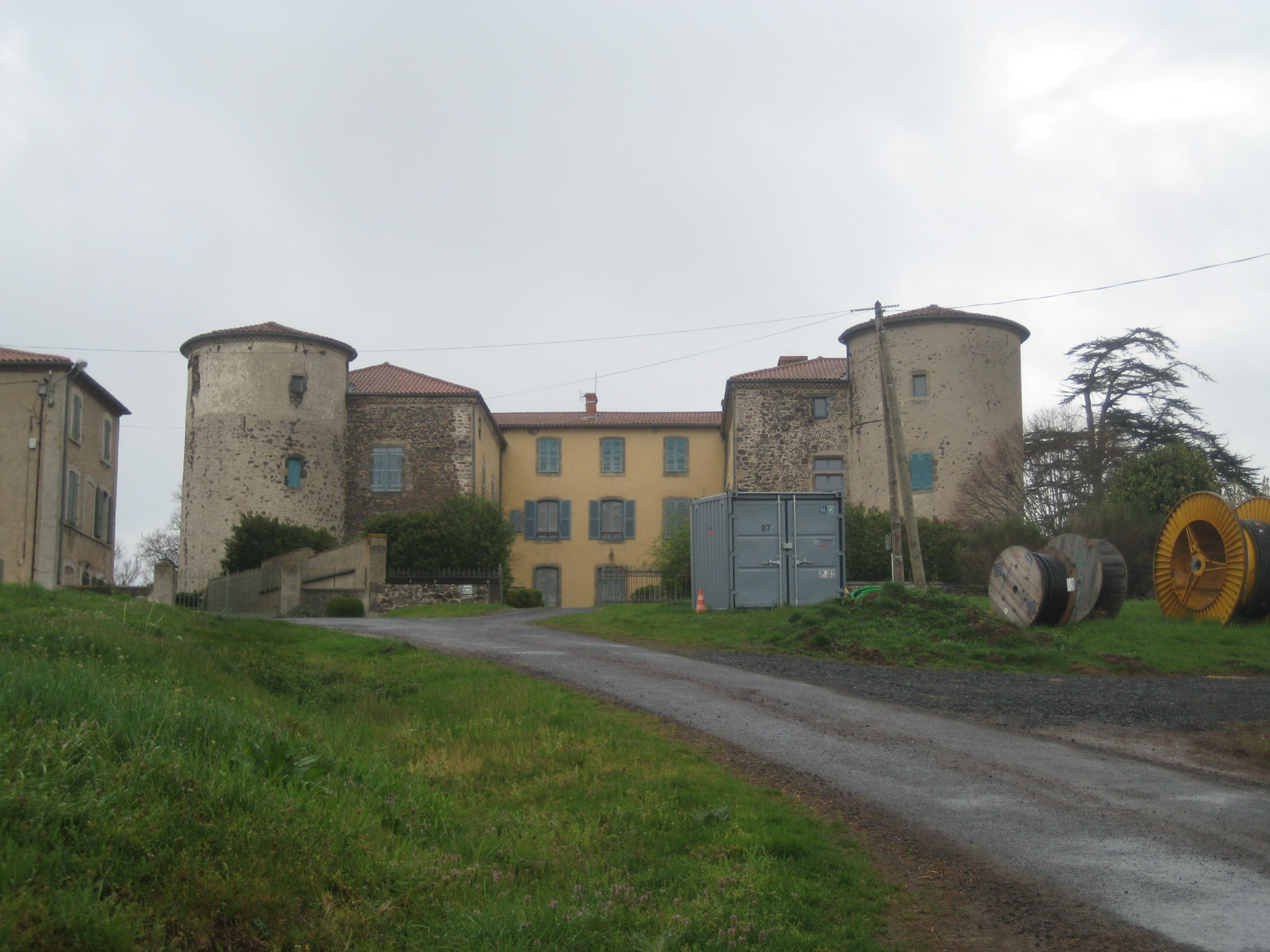
Schloss Les Grèzes
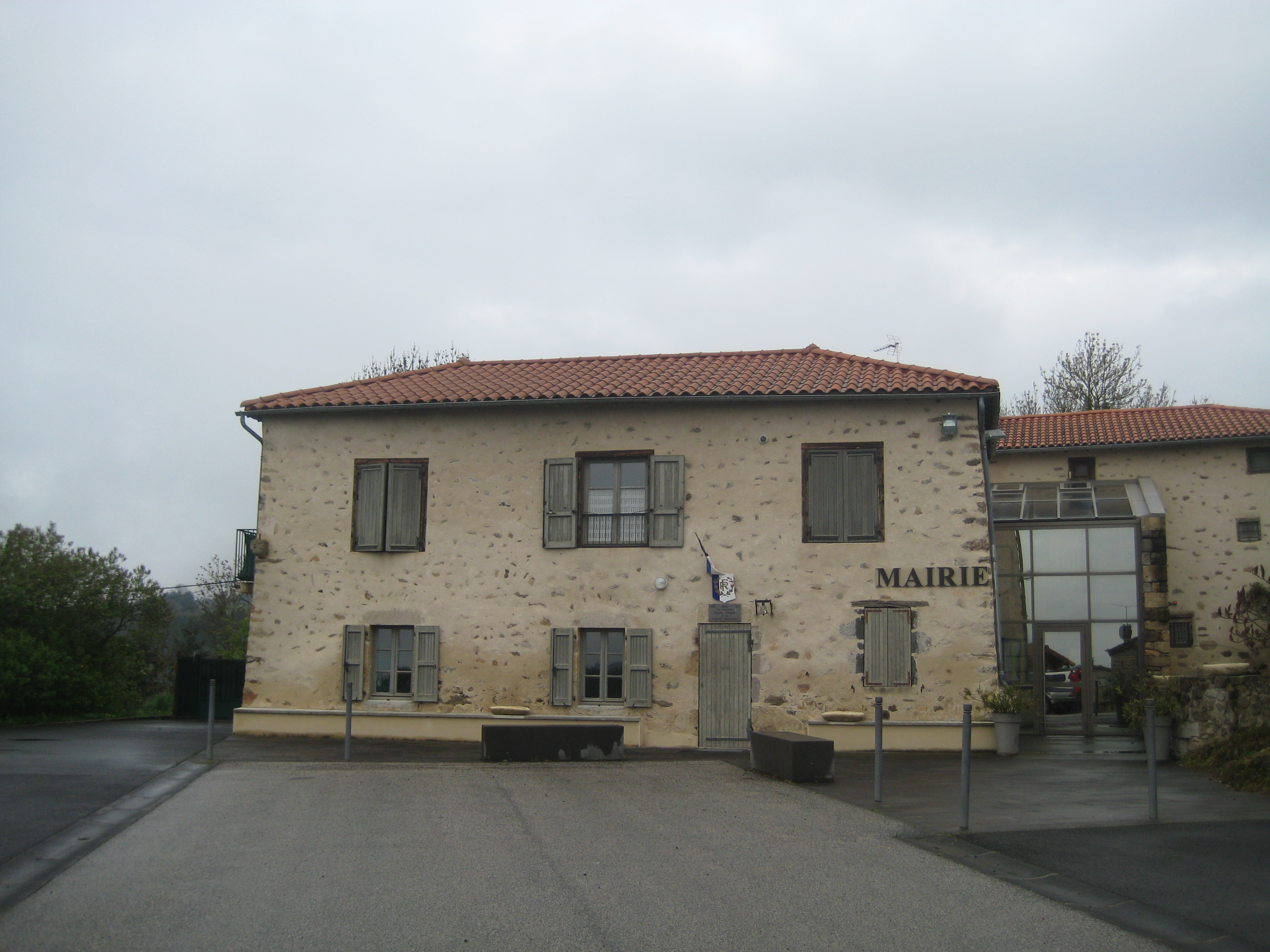
Rathaus (Mairie) von Agnat
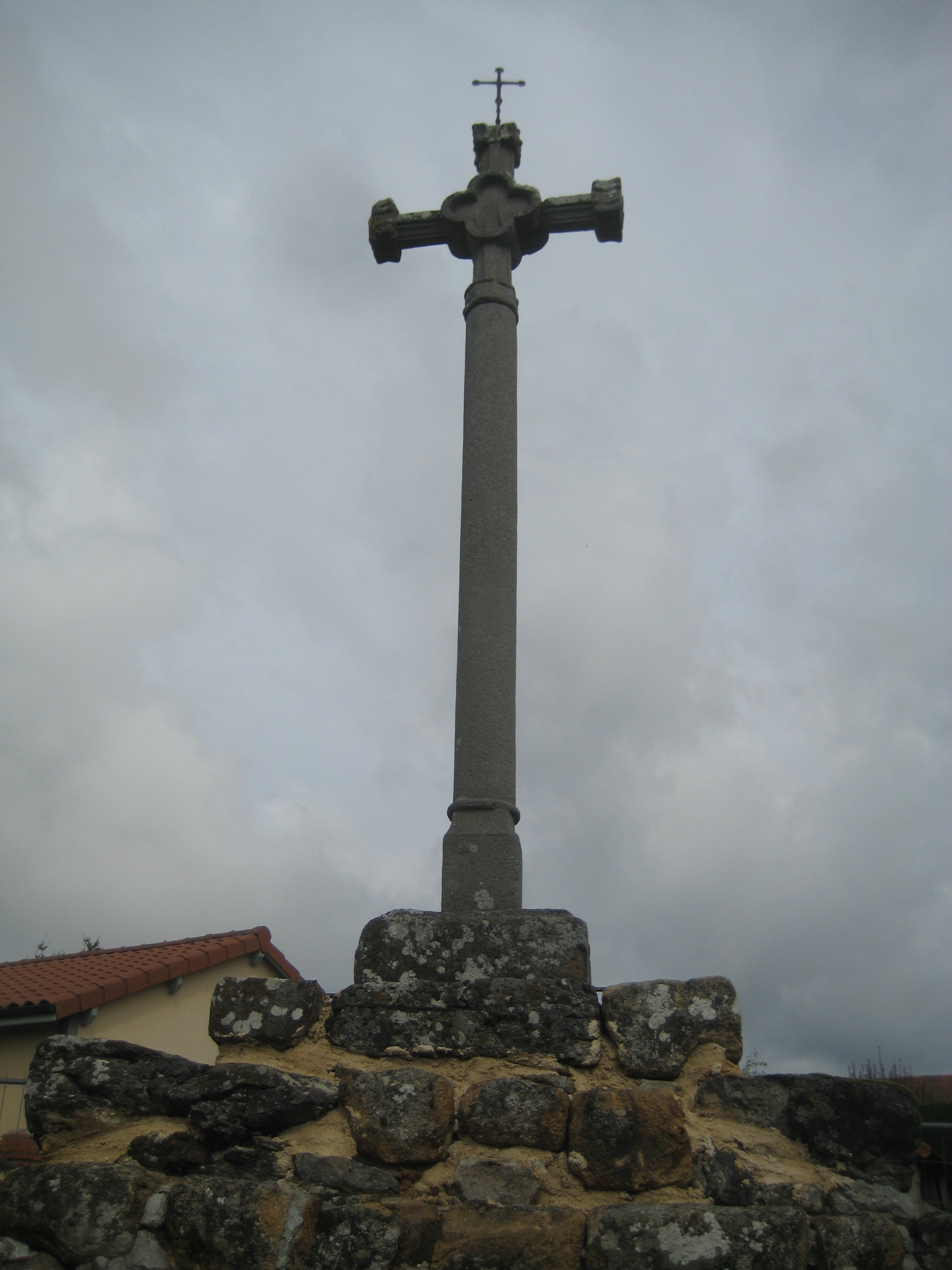
Monumentalkreuz

## Persönlichkeiten
- Jules-Joseph Moury (1873–1935), Missionar, Apostolischer Präfekt/Vikar der Elfenbeinküste (1910–1935)